# Ozan Demirbağ
Ozan Demirbağ (Tokat, 12 febbraio 2008) è un calciatore turco, attaccante dell'Adana Demirspor.

## Carriera

### Club
Cresciuto nel vivaio del Bucaspor prima, e dell'Adana Demirspor poi, il 4 febbraio 2024 debutta in Süper Lig, nella sconfitta per 2-1 contro il Pendikspor, diventando il primo nato nel 2008 ad esordire in campionato.

### Nazionale
Ha giocato nelle nazionali giovanili dell'Under-16 ed Under-17.

## Statistiche

### Presenze e reti nei club
Statistiche aggiornate al 10 maggio 2025.
| Stagione        | Squadra         | Campionato      | Campionato | Campionato | Coppe nazionali | Coppe nazionali | Coppe nazionali | Coppe continentali | Coppe continentali | Coppe continentali | Altre coppe | Altre coppe | Altre coppe | Totale | Totale | Totale |
| Stagione        | Squadra         | Comp            | Pres       | Reti       | Comp            | Pres            | Reti            | Comp               | Pres               | Reti               | Comp        | Pres        | Reti        | Pres   | Reti   |        |
| --------------- | --------------- | --------------- | ---------- | ---------- | --------------- | --------------- | --------------- | ------------------ | ------------------ | ------------------ | ----------- | ----------- | ----------- | ------ | ------ | ------ |
| 2023-2024       | Adana Demirspor | SL              | 4          | 0          | TK              | 0               | 0               |                    | -                  | -                  |             | -           | -           | 4      | 0      |        |
| 2024-2025       | Adana Demirspor | SL              | 29         | 1          | TK              | 2               | 0               |                    | -                  | -                  |             | -           | -           | 31     | 1      |        |
| Totale carriera | Totale carriera | Totale carriera | 33         | 1          |                 | 2               | 0               |                    | -                  | -                  |             | -           | -           | 35     | 1      |        |